# Törst
 Törst és una pel·lícula sueca dirigida per Ingmar Bergman, estrenada el17 d'octubre de 1949 i el 30 d'agost de 1956 als EUA.

## Argument
Ruth és una ex ballarina que tenia una amant abans del matrimoni i que l'ha va deixar embarassada, obligant-la a sotmetre's a un avortament que l'ha deixat estèril. L'odi cap als homes que ha derivat d'aquesta experiència afectarà la relació amb el seu marit Bertil, un empleat que, abans de casar-se amb Ruth estimava una dona neuròtica, Viola, que l'ha convertit en insegur en les relacions amb altres dones.
El viatge que estan fent Ruth i Bertil, des del sud d'Europa cap a Suècia, es troba a Alemanya, encara sota els horrors de la guerra. La parella, durant el llarg viatge, s'han de buscar a si mateixos, per trobar una solució pacífica per començar a viure de manera diferent.
Paral·lelament, és la història de Viola que, després d'experiències decebedores amb un psiquiatre sense escrúpols i una amiga amb tendències lesbianes, se suïcida.
Al final del relat, un somni fa l'alliberament narratiu. Bertil, matant la seva dona amb la imaginació, entén que, en un nivell inconscient, és la manera d'escapar del buit d'amor, l'única manera d'omplir-lo és tractar d'entendre’s i estimar-se amb bona voluntat.

## Repartiment
- Eva Henning: Rut
- Birger Malmsten: Bertil
- Birgit Tengroth: Viola
- Hasse Ekman: Dr. Rosengren
- Mimi Nelson: Valborg
- Bengt Eklund: Raoul
- Gaby Stenberg: Astrid